# Forster-kastély
A Forster-kastély vagy más néven Forster-vadászkastély Bugyiban, Pest vármegyében található.
Az 1890-es évek elején épült kúria Forster Kálmán tulajdonában volt. Forster Kálmán hatalmas birtokain kezdte meg egy korszerű árutermelő gazdaság megszervezését, melynek eredményeként egy évtized alatt jelentős változás következett be a művelési ágak területén. A kastély ma magánkézben van és vendéglátó- és szálláshelyként hasznosítják, elsősorban a Bugyin és környékén rendezett vadászati rendezvényekre látogató vadászok részére, amely eseményekre külföldről is számos vadász látogat ide.
A kastélyt több hektáros őspark veszi körül, egy működő malommal, fahíddal és halastóval.